# Yasmeen Ghauri
Yasmeen Ghauri (Montréal, 23 marzo 1971) è una supermodella canadese.

## Biografia
Nasce a Montréal da padre pakistano e madre tedesca. Ghauri ebbe un'infanzia difficile, a scuola era vittima di bullismo a causa delle sue origini pakistane. Quando aveva 17 anni venne scoperta nel McDonald's dove lavorava dal direttore artistico di Platine Coiffure, Edward Zaccaria. Nonostante la disapprovazione dei suoi genitori, Yasmeen decise di intraprendere la carriera di modella debuttando prima a Milano e poi a Parigi, per poi trasferirsi a New York nel 1990.
Modella di fama negli anni novanta, ha sfilato per Alma, Antonio Berardi, Azzedine Alaïa, Badgley Mischka, Chanel, Chloé, Christian Dior, Christian Lacroix, Claude Montana, Dirk Bikkembergs, Dries van Noten, Emanuel Ungaro, Fendi, Genny, Gianfranco Ferré, Gianni Versace, Givenchy, Helmut Lang, Jean Paul Gaultier, Jil Sander, John Galliano, Karl Lagerfeld, Kenzo, Issey Miyake, Lanvin, Laura Biagiotti, Les Copains, Luciano Soprani, Max Mara, Rifat Ozbek, Valentino, Yves Saint Laurent, Victorio & Lucchino, Vivienne Westwood  e Swish Jeans.
Ha preso parte del videoclip del brano Sei un mito degli 883 pubblicato nel 1993. Ha sfilato per Victoria's Secret nel 1997 divenendo la prima supermodella di origini medio-orientali a sfilare per il marchio. È comparsa su numerose copertine di Elle, Vogue e Marie Claire.
Nel 1997 si ritira dalle passerelle per iniziare una famiglia con il marito, l'avvocato Ralph Bernstein. I due hanno avuto due figli, Maia e Victor. La famiglia vive a Bedford, vicino a New York. Successivamente si è dedicata alla ricerca di fondi per cause di politiche ecologiste.
Yasmeen Ghauri è stata la modella per il personaggio di Jasmine per la serie di fumetti Jonathan Steele, entrambe sono nate a Montréal da padre pakistano e madre tedesca.